# بيهاتي برينسلو
بيهاتي برينسلو (بالإنجليزية: Behati Prinsloo)‏، عارضة أزياء ناميبية ولدت في يوم 16 مايو 1989 في مدينة جروفتونين في جنوب غرب أفريقيا في ناميبيا أصبحت ملاك فيكتوريا سيكريت في 2009، بيهاتي تتقن التكلم باللغة الأفريكانية وتعلمت اللغة الإنجليزية. وهي متزوجة من المغني آدم ليفين.

## روابط خارجية
- بيهاتي برينسلو على موقع IMDb (الإنجليزية)
- بيهاتي برينسلو على موقع قاعدة بيانات الفيلم (الإنجليزية)
- بيهاتي برينسلو على موقع دليل عارضات الأزياء (الإنجليزية)